# Psychic Lover
Psychic Lover (サイキックラバー) é uma dupla de músicos japoneses composta pelo vocalista Yoshiuki Wada (和田 義之, também conhecido como “YOFFY”) e pelo guitarrista Tatsuhiro Imajo (今城 龍寛, conhecido como “IMAJO”).

## Carreira
A banda se originou em Nagano com seis membros em 1998, mas o sucesso veio após sobrarem apenas a dupla atual em 2001. Eles participaram do programa de TV Anipara Ongakukan (no qual acabaram por participar inúmeras vezes posteriormente) onde um dos apresentadores era Hironobu Kageyama, ex-membro da LAZY, e foi essa conexão com ele que levou a dupla a assinar contrato com a Columbia Records em 2002. Com eles, lançaram suas primeiras músicas de anime, ambas para o anime Transformers: Armada. Ao longo da carreira, lançaram inúmeras músicas para animes e séries de tokusatsu, a demanda os levaram a se apresentar pelo Japão em diversos festivas de cultura pop japonesa, como o Anison RUSH.
Ao longo dos anos, passaram por outras gravadoras, como Key Sounds Label, Hibiki Music, Bushiroad Music e Nippon Columbia.
Em 2003, YOFFY compôs duas músicas para o álbum Chakuriku!!, de Masaaki Endoh.
Em 2004, lançaram músicas para a série Tokusou Sentai Dekaranger, incluindo a abertura, com boa recepção. Em um especial de comemoração de 20 anos, em 2024, revelaram uma apresentação especial gravada ainda em 2004 que Yoffy achou numa VHS. Tudo foi parte da campanha de promoção do filme comemorativo Tokuso Sentai Dekaranger 20th: Fireball Booster, cuja música tema também foi cantada pela dupla. Em 2015, já haviam regravado canções da série para o lançamento de um álbum especial comemorativo chamado Tokusou Sentai Dekaranger 10 YEARS AFTER Tokusou Sound File: PSYCHIC LOVER style 2015.
Em 2007, se apresentaram nos Estados Unidos, participando do Akiba Fest em Springfield, Virgínia.
Em 2011, se apresentaram no Brasil na Anime Friends.
Em 2013, como parte das comemorações de dez anos de sua estreia, lançaram o álbum especial Psychic Lover IV -BEST-.
Em 2018, foram convidados pela Toei Company para participar do show de lançamento do "Toei Tokusatsu Fan Club", onde comentaram sobre o quanto as músicas de Dekaranger foram importantes para suas carreiras. Eles as cantaram e receberam atores da série no palco.
Participaram do evento online Alive Fest, organizado por brasileiros em 2020.
Em 2025, fizeram parte de um show comemorativo das franquias Super Sentai.

## Lista de músicas por obras

### Animes[19]
"TRAMSFORMER-Dream Again", de Transformers: Armada
"Never Ending Road", de Transformers: Armada
"Don’t Give Up!!", de Transformers: Armada
"Take My Soul Forever", de Ring ni Kakero
"Bouken ou Beet!", de Bouken ou Beet
"Number One Battle Brawlers", de Bakugan Battle Brawlers
"Wonder Revolution", de Bakugan Battle Brawlers
"Bucchigiri Generation", de Bakugan Battle Brawlers
"Chou! Saikyou! Warriors", de Bakugan Battle Brawlers: New Vestroia
"Gaiking", de Gaiking: Legend of Daiku-Maryu
"Oh! My God", de Gaiking: Legend of Daiku-Maryu
"XTC", de Witchblade
"Kodou: Get Closer", de Witchblade
"Precious Time, Glory Days" de Yu-Gi-Oh! GX
"Itsumo Te no Naka ni", de Sumeba Miyako no Cosmos-sou Suttoko Taisen Dokkoider
"Lost in Space", de Tytania
"Vanguard Fight", de Cardfight!! Vanguard: Link Joker Hen
"Break Your Spell", de Cardfight!! Vanguard: Link Joker Hen
"Card of the Future", de Future Card Buddyfight
"Gigant Shooter Dacchuu", de Choubakuretsu Ijigen Menko Battle: Gigant Shooter Tsukasa
"Rewrite", de Rewrite
"Duet Shite Kudasai", de Saiki Kusuo no Psi-nan
"Silent Prisoner", de Saiki Kusuo no Psi-nan
"PK Gakuen Kouka", de Saiki Kusuo no Psi-nan

### Tokusatsu
"Tokusou Sentai Dekaranger", da série homônima
"Boukensha ON THE ROAD", de GoGo Sentai Boukenger
"Samurai Sentai Shinkenger", da série homônima